# 名 (人名)
在人名系統中，名為一個人專屬的名稱，通常會與其家族姓氏，組成一個人的全名。名指明了一個特定的人，也將他與其他家族成員作出區別。在各個不同文化圈中，擁有自己不同的命名系統。

## 漢名
在漢人習慣中，一個人一般擁名及字，另在不同場合有其他名稱。他擁有的正式名稱，稱諱、名諱，即是這個人的本名。成年時，會根據其本名自取表字，或曰字。中国古代女性的名字通常不在家庭之外使用，近代以来，有所改变。在出生時擁有的名，稱為乳名、幼名。在受教育時使用的名，稱為學名。在族譜中記載的名，稱為譜名。
在漢人禮俗中，下對上時，地位較低的人，以本名自稱；地位較低的人，不能直呼高位者的姓名，或本名，稱為避諱。平輩之間亦不會直呼其名，而會以字稱呼。
在士大夫階級，又有自取號的習慣，稱為號、自號、別號。若是一名佛教徒，在受三皈依成為在家居士，或是出家，受具足戒時，可以取一個在佛教中專用的名稱，稱法名、法號。中国的基督徒或穆斯林，除了常用的汉名外，会取一个教名或经名。通常是来源于基督教的《圣经》或伊斯兰教的《古兰经》中的人名。
在過世之後，如果是身為皇族或高級官吏，會由皇帝賜與一個名稱，稱為謚，或謚號。在宋朝之後，民間也有自行取謚號的習俗。

## 延伸阅读
[在维基数据编辑]
 《欽定古今圖書集成·明倫彙編·人事典·名字部》，出自陈梦雷《古今圖書集成》